# Привольна (Канівський район)
Привільна — станиця, у складі Канівського району Краснодарського краю, центр 'Привільнянського сільського округу.
Населення — 6 482 тис. осіб (2002).

## Географія
Розташована за 22 км на захід від станиці Канівської.

## Історія
Заснована в 1881 році селянами станиці Новомишастовської, що звернулися із проханням до начальника Кубанскої області, за дозволом 62 сім'ям виселитися на вільні землі. Прохання їх задовольнили. На облюбованому місці шуміли дубові гаї, пахло різнотрав'я, тішили око лимани та плавні, населені рибою і дичиною. Нове поселення, при одностайній згоді, назвали Привільним, яке увійшло в Єйський повіт. Переселенці займалися хліборобством, скотарством і рибальством.